# 26 tháng 9
Ngày 26 tháng 9 là ngày thứ 269 (270 trong năm nhuận) trong lịch Gregory. Còn 96 ngày trong năm.

## Sự kiện
- 904 – Sau khi ám sát Đường Chiêu Tông, Chu Toàn Trung đưa hoàng tử Lý Tộ lên ngôi, tức Đường Ai Đế- hoàng đế cuối cùng của triều Đường.
- 1687 – Đền Parthenon tại Athena bị phá hủy một phần trong một xung đột vũ trang giữa Venezia và Ottoman.
- 1580 – Francis Drake trở về Plymouth, Anh, sau khi chạy vòng quanh Trái Đất trên tàu Golden Hind.
- 1907 – Newfoundland và New Zealand trở thành quốc gia tự trị của Đế quốc Anh.
- 1957 – West Side Story, nhạc kịch phỏng theo Romeo và Juliet của Shakespeare, trình diễn lần đầu tiên tại sân khấu Broadway, New York, Hoa Kỳ.
- 1958 – Bão Ida đổ bộ vào khu vực đông nam của đảo Honshu, Nhật Bản, gây lũ lụt lớn tại khu vực Kanto, khiến 1.269 người thiệt mạng.
- 1969 – Album phòng thu cuối cùng của ban nhạc The Beatles là Abbey Road được phát hành tại Anh.
- 1983 – Trung tá Xô Viết Stanislav Yevgrafovich Petrov tránh được chiến tranh nguyên tử khắp thế giới bằng cách chứng nhận báo động giả mặc dù hệ thống báo trước cho rằng Hoa Kỳ đang tấn công.
- 2002 – Phà quốc doanh MV Le Joola của Senegal bị lật úp ngoài khơi bờ biển Gambia, khiến ít nhất 1.863 người thiệt mạng
- 2007 – Nhịp dẫn cầu Cần Thơ sập làm 54 người chết, 180 người bị thương

## Sinh
- 1181 – Phanxicô thành Assisi, tu sĩ Công giáo Rôma sáng lập ra Dòng Anh Em Hèn Mọn (m. 1226)
- 1927 – Huỳnh Văn Cao, Thiếu tướng Quân lực Việt Nam Cộng hòa (m. 2013)
- 1944 – Anne Robinson (Weakest Link)
- 1948
  - Ngô Thụy Miên, nhạc sĩ Việt Nam
  - Olivia Newton-John, nữ ca sĩ, diễn viên Anh-Australia-Mỹ (m. 2022)
- 1975 - Hoàng Châu, ca sĩ người Việt Nam
- 1976 - Michael Ballack,cầu thủ bóng đá Đức
- 1979 – Vân Quang Long, ca sĩ người Việt Nam (m. 2020)
- 1980 - Hàn Thái Tú, nam ca sĩ Việt Nam
- 1981 – Serena Williams, ngôi sao quần vợt Mỹ
- 1983 – Ricardo Quaresma, cầu thủ bóng đá Bồ Đào Nha

## Mất
- 2000 – Robert Hải, nam diễn viên điện ảnh Việt Nam (s. 1940)
- 2005 – Lê Văn Thân, Chuẩn tướng Quân lực Việt Nam Cộng hòa (s. 1932)
- 2019 – Jacques Chirac, cựu tổng thống Pháp (s. 1932)
- 2022 – Trần Đình Thọ, Chuẩn tướng Quân lực Việt Nam Cộng hòa (s. 1933)